# Velocidad límite

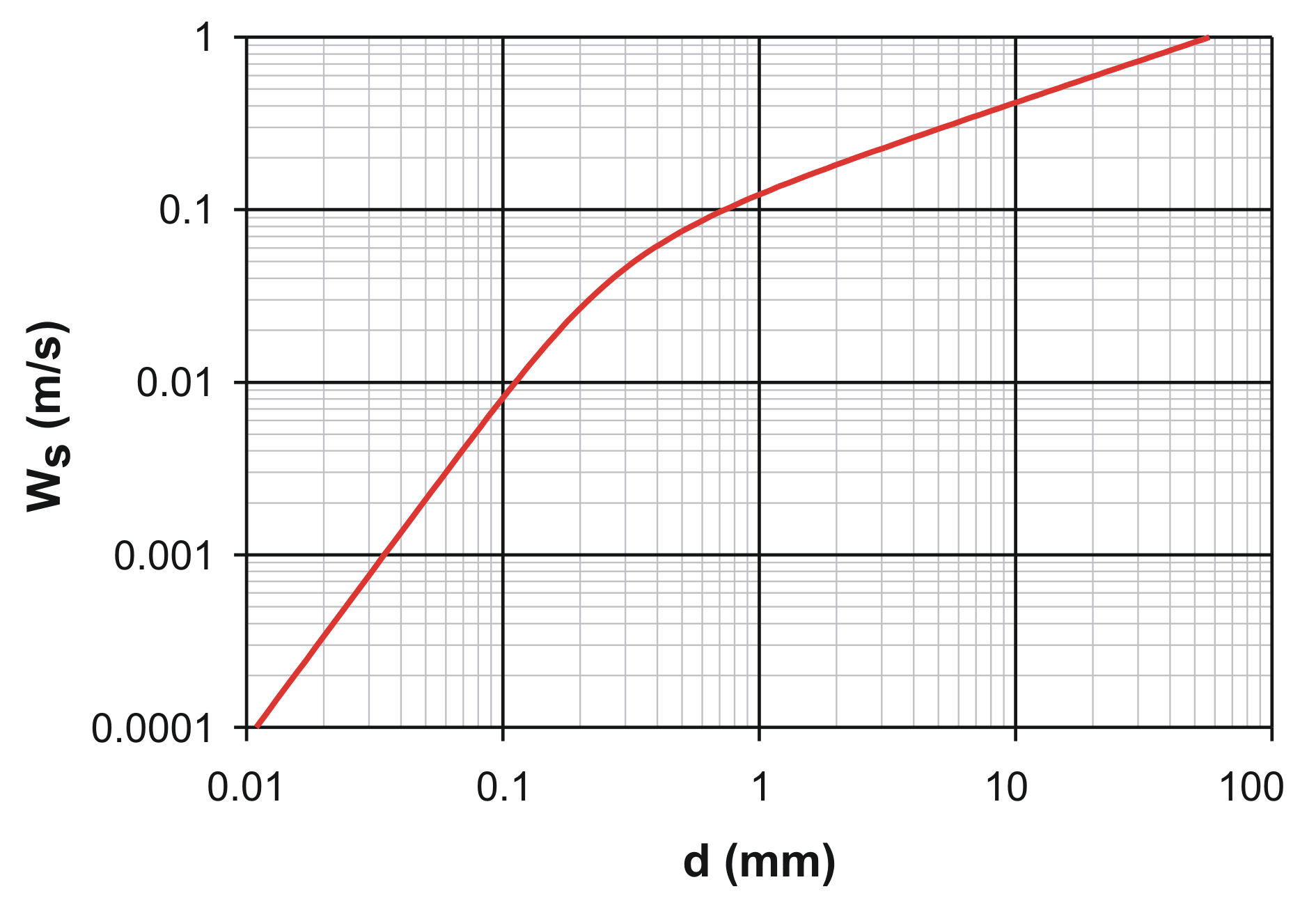
Gráfica de velocidad final.

En fluidodinámica la velocidad límite o velocidad final es la velocidad máxima que alcanza un cuerpo moviéndose en el seno de un fluido infinito bajo la acción de una fuerza constante. Un ejemplo es el caso velocidad límite alcanzada por un paracaidista en caída libre que cae desde suficiente altura.  La diferencia con caída libre es que en este caso existe una fuerza de rozamiento del fluido proporcional a la velocidad del cuerpo, con lo cual llegará un punto límite de velocidad en donde el empuje junto con la fuerza de rozamiento se iguale a la fuerza peso del propio cuerpo.

## Flujo laminar (Fuerza de Stokes)
Para una esfera de radio R moviéndose en un flujo no turbulento dentro de un fluido de viscosidad η, la velocidad límite viene dada por la ley de Stokes, que postula que la fuerza de resistencia Fr es proporcional a la velocidad. En ese caso la velocidad límite viene dada por:

{\displaystyle v_{\infty }={\frac {F_{r}}{6\pi \eta R}}}

Donde:
{\displaystyle v_{\infty }} es la velocidad límite o terminal,
{\displaystyle F_{r}} es la fuerza de fricción que produce el fluido sobre la esfera. Para el caso de caída libre coincide, cuando se alcanza la velocidad terminal, con el peso de la esfera que cae: {\displaystyle F_{r}} = m·g.
η es la viscosidad del fluido a través del cual se mueve el objeto.

## Flujo turbulento (Fuerza de arrastre de Rayleigh)
Para un cuerpo moviéndose en un flujo turbulento en el que se producen remolinos alrededor del cuerpo en movimiento la fuerza de rozamiento depende de v2 y es proporcional a la resistencia aerodinámica. En ese caso la velocidad límite viene dada por:

{\displaystyle v_{\infty }={\sqrt {\frac {2F}{\rho AC_{d}}}}}

Donde:
{\displaystyle v_{\infty }} es la velocidad límite o terminal,
F es el peso del objeto que cae, para el caso de caída libre F = mg.
Cd es el coeficiente de resistencia aerodinámica,
ρ es la densidad del fluido a través del cual se mueve el objeto,
A es la sección del objeto en dirección transversal a la de movimiento.

## Orden de magnitud
Un cuerpo en caída libre, en una atmósfera, acelera debido a la gravedad. Pero la aceleración total es cada vez menor, debido a que la fuerza de rozamiento aumenta con la velocidad, logrando que la aceleración llegue a ser cero. Llega un momento en el que la fuerza de rozamiento es igual a la de la gravedad, y el objeto cae a velocidad constante.
Para un humano en caída libre, en posición horizontal, con las extremidades extendidas la velocidad terminal es de aproximadamente 55 m/s (198 km/h) y para una gota 8,88 m/s (31,97 km/h), dependiendo de su tamaño.